# Laroque-d'Olmes
Laroque-d'Olmes är en kommun i departementet Ariège i regionen Occitanien i södra Frankrike. Kommunen ligger  i kantonen Mirepoix som ligger i arrondissementet Pamiers. År 2022 hade Laroque-d'Olmes 2 414 invånare.

## Befolkningsutveckling
Antalet invånare i kommunen Laroque-d'Olmes
Referens: INSEE